# Balberta
Balberta és un important jaciment arqueològic maia situat a la plana costanera del Pacífic del sud de Guatemala. Data del període clàssic primerenc i és l'únic jaciment important conegut a la plana costanera del Pacífic guatemalenc amb arquitectura d'aquest període que no hagi estat alterada per construccions posteriors del clàssic tardà. El jaciment estava relacionat amb el jaciment proper de San Antonio, que es troba a 6 km a l'oest.
Sembla que Balberta va ser ocupada per primera vegada al període preclàssic tardà, quan era una petita ciutat d'importància menor. Després d'un període de ràpid creixement, es va convertir en un dels jaciments més grans del clàssic primerenc a la costa del Pacífic guatemalenca i va assolir el seu punt àlgid entre el 200 i el 400 dC, després del qual va patir una davallada ràpida i va ser substituïda per una nova capital a la ciutat propera de Montana. Comerciava amb la distant metròpoli de Teotihuacan a la Vall de Mèxic, i altres artefactes recuperats tenien el seu origen a la costa del Golf de Mèxic. El cacau era probablement una de les principals exportacions de la ciutat, ja que era un producte perible particularment valorat a Mesoamèrica. En el seu punt àlgid, Balberta va demostrar una veritable organització política estatal i va dominar una àmplia franja de la costa guatemalenca. Balberta va ser abandonada sobtadament al voltant de l'any 400 dC.

## Ubicació
Balberta es troba al municipi de La Democracia, al departament d'Escuintla, aproximadament equidistant entre els rius La Gomera i Achiguate, que baixen des dels altiplans guatemalencs i a uns 19 km de la costa i 90 km al sud-est del jaciment contemporani de Kaminaljuyú. Balberta es troba a una altitud de 34 msnm en una plana litoral amb una amplada d'aproximadament 30 km. El sòl de la plana són dipòsits sedimentaris sorrencs, fèrtils i ben drenats, que suporten vegetació tropical i són adequats cultius diversos. El jaciment es troba en els terrenys de quatre plantacions, les de Santa Rita, San Carlos, Santa Mónica i San Patricio, i la major part del jaciment ocupa les tres primeres. Les plantacions es dediquen al cultiu de canya de sucre, amb l'excepció de la plantació de Santa Mónica, que conrea cotó i blat de moro, depenent de la temporada.
Tota la zona està travessada per cursos d'aigua que van de nord a sud i hi ha algunes zones baixes que formen aiguamolls durant l'estació humida. La topografia local està subjecta a canvis constants a causa de les inundacions estacionals del riu Achiguate.

## Economia i comerç
L'obsidiana recuperada a Balberta era originària del centre de Mèxic, més concretament, de Zaragoza (Puebla) i de Pachuca (Hidalgo), a prop de Teotihuacan. De fet, les concentracions d'obsidiana verda de Pachuca són les més altes registrades a Guatemala del clàssic primerenc. La majoria dels artefactes d'obsidiana estaven associats amb amagatalls de recipients ceràmics que contenien efígies ceràmiques de grans de cacau, totes trobades dins del jaciment i que també contenien petites quantitats de ceràmica importada de Puebla, al centre de Mèxic. Tot i que hi ha proves que la riquesa del jaciment es pot atribuir, almenys en part, al seu extens comerç, no hi ha proves que Teotihuacan intervingués directament per fundar Balberta com a entitat política.
L'obsidiana procedent de Pachuca trobada a Balberta i a la rodalia representa la primera evidència de contacte amb el centre de Mèxic a la regió. A més, la seva associació amb efígies ceràmiques de cacau probablement marca l'inici de les relacions comercials amb Teotihuacan. Els investigadors han especulat que les efígies de cacau i l'obsidiana de Pachuca associada podrien haver estat ofrenes per celebrar un acord comercial entre les dues ciutats, i que probablement el cacau era el producte que s'exportava des de Balberta.

## Balberta i Teotihuacan
A mesura que Teotihuacan es convertia en la potència dominant a la regió cultural mesoamericana, els governants de Balberta probablement van utilitzar el seu comerç amb el centre de Mèxic per obtenir un avantatge econòmic i militar sobre els seus propis veïns immediats. De fet, s'observa una davallada econòmica i demogràfica a la ciutat de Kaminaljuyú, a les properes terres altes de Guatemala, durant el període del zenit de Balberta (200 - 400 dC).
S'han recuperat deu puntes de projectil d'obsidiana verda de Pachuca al jaciment de Balberta, la meitat de les quals es van trobar a la zona que conté l'arquitectura cerimonial i la resta en altres contextos rituals o zones residencials, i totes són d'estil teotihuacà pur. L'obsidiana de Pachuca i la ceràmica associada s'han datat del període comprès entre l'any 150 i el 275 dC, aproximadament contemporani amb el Temple de la Serp Emplomallada de Teotihuacan i l'últim període de construcció de la Piràmide de la Lluna.
Les troballes de Balberta suggereixen que els teotihuacans eren físicament presents a la zona de Balberta per raons comercials. Al principi, Teotihuacan es va sentir atreta per la regió per adquirir productes exòtics com el cacau, amb acords comercials que beneficiaven Balberta. Tanmateix, Teotihuacan finalment es va tornar més agressiva, cosa que va provocar el col·lapse del seu antic soci comercial.
La caiguda de Balberta com a centre important es pot atribuir a un canvi en la política externa de Teotihuacan, ja que es va convertir en un actor més agressiu a l'escenari mesoamericà i va començar a intervenir directament a la zona maia, com ara a Tikal. Sembla que Teotihuacan va fundar Montana com una colònia directa a la regió, cosa que va minvar el poder i la influència de Balberta i va conduir al seu declivi. S'ha suggerit que el nou sistema polític de Montana controlat per Teotihuacan es va involucrar en una guerra expansionista que va causar el col·lapse sobtat de l'estat de Balberta.

## El jaciment
Balberta era un lloc fortificat que controlava una àmplia zona, que probablement va arribar a dominar mitjançant un procés de guerra agressiva. El jaciment ha estat investigat àmpliament per Frederick J. Bove. El centre del jaciment consisteix en diversos túmuls construïts sobre una gran plataforma. L'estil arquitectònic del jaciment mostra una continuació de la tradició local que consisteix en places amb estructures alineades que es remunta al preclàssic mitjà, amb certa adaptació a la situació política canviant de la regió que va fer necessària la construcció de defenses al voltant del nucli del jaciment. El nucli del jaciment consta de 22 estructures que ocupen una superfície de 18 ha.
El nucli del jaciment estava defensat per una muralla que començava a la cantonada sud-oest de l'estructura 1, envoltant la plaça del Túmul per tres costats, i que tenia una alçada de 3 i 4 m d'alçada. A més, una fossa profunda marca el costat est del nucli del jaciment, formada per la redirecció d'un curs d'aigua natural.
Una calçada de 6 m d'amplada començava prop de l'estructura 3 i anava cap a l'est fins a un grup de petites estructures.
Es van recuperar quatre puntes de projectil del nucli del jaciment de Balberta, fetes d'obsidiana grisa originària del centre de Mèxic, tres de Zaragoza (Puebla) i una d'Otumba (Mèxic). Diversos enterraments del jaciment tenien petites perles de jade col·locades dins la boca de l'individu enterrat. Durant les excavacions arqueològiques del nucli del jaciment s'han recuperat més de 400 efígies ceràmiques de grans de cacau.
Els arqueòlegs han recuperat 124 peces d'obsidiana verda del jaciment, la majoria de les quals eren fragments de fulles. La majoria dels artefactes d'obsidiana verda es van trobar a l'estructura 1, i el 65% d'ells es trobaven en quatre amagatalls de l'estructura.
Durant les investigacions realitzades entre 1984 i 1987, es van excavar 26 enterraments, dels quals 23 es van trobar sota estructures domèstiques. 24 dels enterraments estaven orientats d'est a oest amb el crani cap a l'oest; els 2 enterraments restants estaven orientats de nord a sud amb el crani al nord. La majoria dels enterraments estaven coberts de pigment vermell.
La plaça del Túmul està constituïda per una plataforma de 2 m d'alçada de 360 x 200 m. La plataforma suporta 16 estructures disposades en cinc files. La fila d'estructures més occidental és l'única fila que conté material del preclàssic final en el reblert, per la qual cosa es considera la zona d'ocupació original de Balberta. Aquesta fila consta de quatre estructures; la resta consten de tres estructures cadascuna.
L'Estructura 1 o la Gran Plataforma es troba immediatament al nord de la plaça del Túmul. Té costats inclinats i una superfície superior molt ampla. Va patir tres fases principals de construcció. La primera versió de l'estructura consistia en una plataforma baixa d'argila compactada, de només 40 cm d'alçada. Es desconeixen les seves dimensions exactes, però no era tan gran com en les fases posteriors. La segona fase va implicar un gran esforç de construcció, i la plataforma es va ampliar fins a 3 m d'alçada i cobria gairebé la mateixa superfície que la versió final de la plataforma. Aquesta versió final es va construir utilitzant capes d'argila compactada separades per capes primes de sorra i argila tova. Les dimensions finals de la plataforma eren 190 x 160 m, dividit entre dos nivells coneguts com la Plataforma Baixa i la Plataforma Alta, el nivell més alt fa 7 m d'alçada i la part inferior de 4 m d'alçada. La secció més alta de la plataforma consta de 76.800 m³ de reblert dipositat en una sola fase de construcció. Està coronat per diversos túmuls baixos que s'han identificat com a residències de l'elit. La secció inferior era de naturalesa no residencial, tot i que es van descobrir enterraments de l'elit, així com ofrenes cerimonials. Un d'aquests enterraments d'elit anava acompanyat d'una punta de projectil d'obsidiana verda, una punta de llança d'obsidiana negra, arracades de ceràmica, una urna, un fus i un bol de ceràmica.
L'estructura 4 es troba a la plaça del Túmul.
L'estructura 8 també es troba a la plaça del Túmul.
L'estructura 10 ocupa el centre de la plaça del Túmul. És l'estructura més alta de la plaça i és una piràmide que mesura 8 m d'alçada i 68 m de diàmetre a la base. L'estructura va tenir almenys sis fases de construcció, cadascuna construïda sobre l'anterior i amb la més antiga identificada fins ara de 4 m d'alçada.
L'estructura 13 es troba a la plaça del Túmul. Mostra diverses fases de construcció.
L'estructura 21 és la segona estructura més gran del jaciment, després de l'estructura 1.